# Grande Sínodo de Moscou

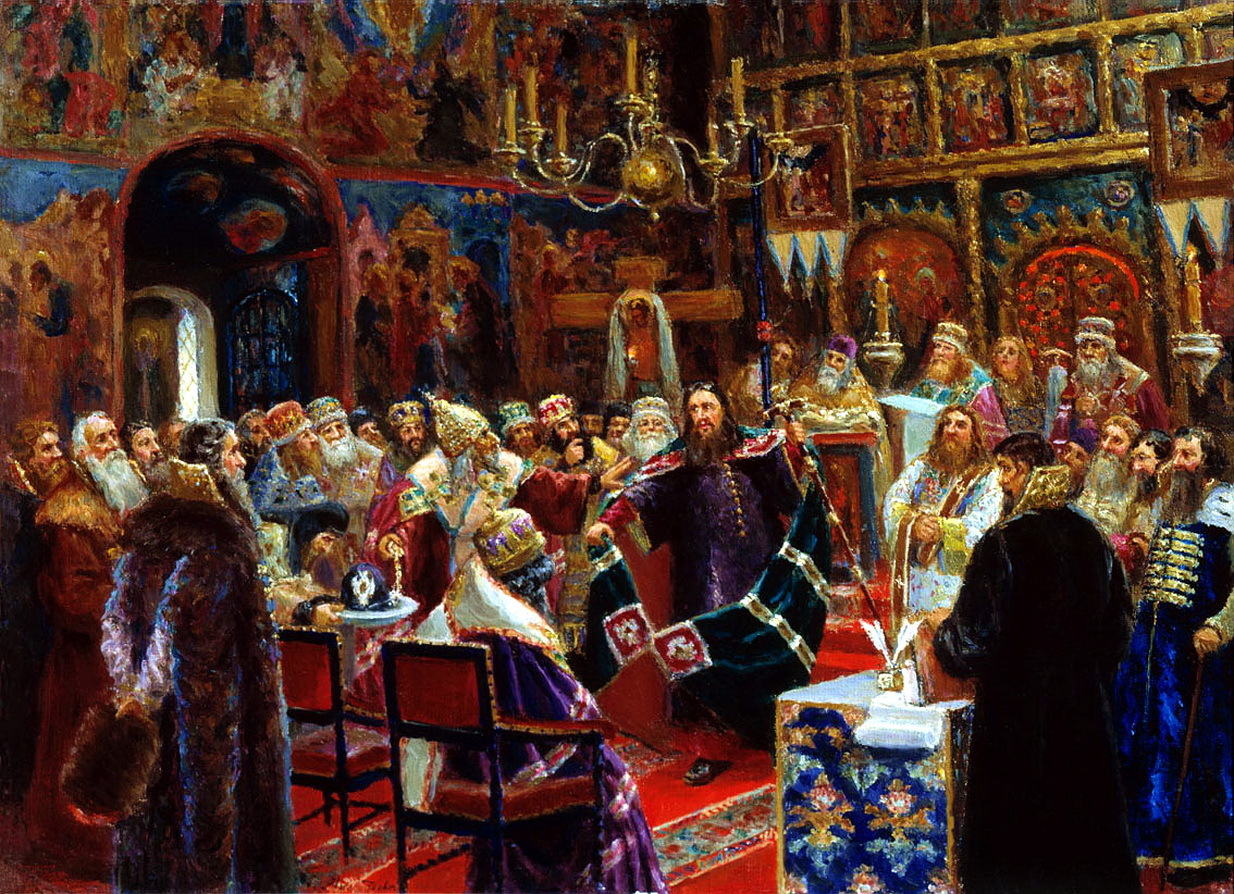
Julgamento do patriarca Nicônio

O Grande Sínodo de Moscou (em russo:  Большой Московский собор, transl. Bol'shoy Moskovskiy sobor) foi um sínodo pan-ortodoxo convocado pelo Czar Aleixo da Rússia em Moscou em abril de 1666 para depor o patriarca Nikon de Moscou.
O concílio condenou o famoso Stoglav de 1551 como herético, porque havia dogmatizado os rituais e usos da Igreja russa em detrimento daqueles aceitos na Grécia e outros países ortodoxos. Esta decisão precipitou um grande cisma na Igreja Ortodoxa Russa conhecido como Raskol. Avvakum e outros importantes Velhos Crentes foram trazidos de suas prisões para o sínodo. Como se recusaram a revisar seus pontos de vista, os padres dos Velho Crentes foram destituídos, anatemizados e condenados à prisão perpétua em mosteiros distantes.
Uma das decisões do sínodo foi a proibição específica de várias representações de Deus Pai e do Espírito Santo, o que também resultou na inclusão de uma série de outros ícones na lista proibida.
Além disso, o concílio elegeu um novo patriarca de Moscou, Josafá II.